# Werner Goldschmidt (Soziologe)
Werner Goldschmidt (* 25. Oktober 1940 in Saarbrücken; † 13. April 2019 in Husum) war ein deutscher Soziologe an der Universität Hamburg. Seine Forschungsschwerpunkte waren: Politische Soziologie, Geschichte der politischen Theorien, Internationale Beziehungen.

## Leben

### Ausbildung
Werner Goldschmidt, der aus einer Arbeiterfamilie stammte, hatte die Volksschule und anschließend die Handelsschule in Saarbrücken besucht. Danach absolvierte er eine dreijährige kaufmännische Lehre und fing als Buchhalter an zu arbeiten. Erst anschließend holte er am Saarland-Kolleg in Saarbrücken 1964 das Abitur nach. Die Auseinandersetzung mit Status des Saarlandes 1957 hatten ihn politisiert.
Am Otto-Suhr-Institut für Politische Wissenschaften der FU Berlin studierte er ab 1964 Soziologie, Politikwissenschaften, Philosophie und Volkswirtschaft und engagierte sich in der Studentenbewegung. Er organisierte einen Arbeitskreis, der sich mit dem Studium der Werke von Karl Marx und Friedrich Engels befasste. Zu seinen akademischen Lehrern gehörten unter anderem Ernst Fraenkel, Richard Löwenthal und Otto Stammer. 1969 wurde er wissenschaftlicher Mitarbeiter an der Forschungsstelle des Vereins Deutscher Wissenschaftler in Hamburg. Hier entstand in Zusammenarbeit mit Detlev Albers und Paul Oehlke die Studie Klassenkämpfe in Westeuropa - England, Frankreich, Italien, die 1971 veröffentlicht wurden und zu heftigen Konflikten mit der Forschungsstelle führten. Bis 1973 arbeitete Werner Goldschmidt an seiner Dissertation zur französischen Streikbewegung, mit der er im selben Jahr an der Universität Marburg von Wolfgang Abendroth promoviert wurde. Als Repräsentant der internationalen Gewerkschaftsbewegung und marxistisch orientierter Wissenschaftler kam er in den 1970er Jahren zur Zeitschrift Das Argument und war zeitweise Mitherausgeber des Historisch-kritischen Wörterbuch des Marxismus. Für das Wörterbuch verfasste er die Artikel Gewaltenteilung, Herrschaft, Klassenherrschaft, Klassenkampf und Macht. Er war Mitglied mehrerer Redaktionsbeiräte wissenschaftlicher Zeitschriften u. a. der Zeitschrift Z. Zeitschrift Marxistische Erneuerung und hat auch dort publiziert. Auch in der Zeitschrift Sozialismus hat er regelmäßig veröffentlicht.

### Arbeitsschwerpunkte
Schon früh ging Goldschmidt von der Auffassung aus, dass sich die Kritik kapitalistischer Herrschaft auf eine Vermittlung des Verhältnisses von Ökonomie und Politik stützen müsse. Er konnte hier mit seinen Erfahrungen aus der beruflichen Tätigkeit anknüpfen. Ihr hat er den größten Teil seines akademischen Lebens gewidmet. Begonnen hat er mit einer Studie über Klassenkämpfe in Westeuropa, Streikuntersuchungen in Frankreich und der Auseinandersetzung mit Monopoltheorien insbesondere mit der Theorie des staatsmonopolistischen Kapitalismus (SMK). Mit dem nachlassenden Einflussmöglichkeiten der Gewerkschaften hat er sich stärker mit theoretischen Grundsatzfragen beschäftigt. Sie mündeten in das Thema „Staatstheorien“ und es folgten staatstheoretische Überlegungen von Hobbes bis Marx und Engels. Ein zentrales Element von Werner Goldschmidts Arbeitsstil war die Kooperation bei der Erörterung von Problemstellungen und der Diskussion von Forschungsergebnissen, wobei er einen Vorbehalt gegen „Utopismus und kleinbürgerliche Radikalität“ formulierte.

### Lehrtätigkeit und Forschung
Goldschmidt hatte aufgrund seiner Herkunft sich bewusst für eine wissenschaftliche Tätigkeit an der Hochschule für Wirtschaft und Politik HWP entschieden. Seine Berufung verzögerte sich, weil aufgrund seiner marxistischen Orientierung Bedenken bestanden. Erst nach verschiedenen befristeten Lehraufträgen wurde er im Jahr 1978 zum wissenschaftlichen Oberrat an der HWP mit den Schwerpunkten Sozial- und Gesellschaftstheorie sowie Politische Soziologie ernannt. Seine großen Forschungsthemen waren die Klassenkämpfe in Westeuropa, das Verhältnis des Ökonomischen zum Politischen, die Geschichte der Arbeiterbewegung. In diesen Schwerpunkten lehrte er (zuletzt an der Universität Hamburg) bis zu seiner Pensionierung im Jahr 2006. Im Rahmen der Überleitung an den Hamburger Hochschulen wurde Goldschmidt 1985 zum Professor auf Lebenszeit ernannt. Goldschmidt hat als Brückenbauer glaubwürdige Alternativen entwickelt, die die Ziele der klassischen Arbeiterbewegung mit denen der Neuen Sozialen Bewegungen vermitteln.
Werner Goldschmidt war ein begeisterter Fahrradfahrer und ist bei einer Fahrradtour nach einem Herzinfarkt verstorben. Seine letzte Ruhestätte fand er auf dem Hamburger Friedhof Ohlsdorf.

## Veröffentlichungen
- mit Detlev Albers, Paul Oehlke Hrsg.: Klassenkämpfe in Westeurop. England. Frankreich. Italien, mit Vorwort von Peter von Oertzen, Rowohlt Taschenbuch Verlag, Reinbek 1971, ISBN 9783499115028
- Gesellschaftliche Krise und die Perspektive der Arbeiterbewegung in Frankreich. Eine Untersuch. z. Herausbildung einer gemeins. Strategie der französischen Arbeiterbewegung im Verlauf einer Periode verschärfter Streikbewegungen vom Mai 1968 bis zum März 1973, Herausgeber: Marburg/Lahn Philipps-Universität 1973; Inaugural-Dissertation Auflage (1. Januar 1973).
- Hrsg.: Staat und Monopole, Argument-Verlag, Hamburg 1979, ISBN 978-3-920037769.
- mit Lars Lambrecht Hrsg.: Vernunft und Politik. Studien zur Dialektik, Pahl-Rugenstein, Köln 1990, ISBN 978-3-7609-1219-6.
- Hrsg.:Zur Kritik der politischen Ökonomie. 125 Jahre Das Kapital, Meiner Verlag, Hamburg 1992, ISBN 978-3-7873-1074-6.
- mit Lothar Zechlin Hrsg.: Naturrecht, Menschenrecht und politische Gerechtigkeit, Meiner Verlag, Hamburg 1994, ISBN 978-3-7873-1181-1.
- Hrsg.: Staatstheorien - klass. Theorien über den bürgerl. Staat, Meiner Verlag, Hamburg 1995, ISBN 978-3-787312139.
- mit Thomas Mies Hrsg.:Zivile Gesellschaft und zivilisatorischer Prozess, Meiner Verlag, Hamburg 1995, ISBN 978-3-7873-1213-9.
- mit Dieter Klein, Klaus Steinitz (Hrsg.): Neoliberalismus – Hegemonie ohne Perspektive. Beiträge zum sechzigsten Geburtstag von Herbert Schui, Distel-Verlag, Heilbronn 2000, ISBN 978-3-929348-31-6.
- mit Stephan Albrecht, Gerhard Stuby Hrsg.: Die Welt zwischen Recht und Gewalt: Internationale Sozialordnung, Gewalt, Völkerrecht und Demokratie, VSA: Verlag, Hamburg 2003, ISBN 978-3-89965-040-2.
- mit Frank Deppe, Georg Fülberth Reinhard Kühnl: Nichts bleibt, wie es war: Ein Vierteljahrhundert im Überblick, Distel-Verlag, Heilbronn 2005, ISBN 978-3-929348-39-2.
- Hrsg. mit: Bettina Lösch, Jörg Reitzig: Freiheit, Gleichheit, Solidarität. Beiträge zur Dialektik der Demokratie (Philosophie und Geschichte der Wissenschaften: Studien und Quellen, Band 68), Bern 2008, ISBN  	978-3-631-59098-0.
- Varianten des "Postkapitalismus". Ein Literaturbericht (Teil 1 bis 3), Impulse-Verlag, Düsseldorf 2017, ISBN 978-3-96170-006-6.
- Kapital – Macht – Staat. Stichworte zur marxistischen politischen Theorie, hrsg. von Wulf D. Hund, Lars Lambrecht, VSA-Verlag, Hamburg 2020, ISBN 978-3-96488-057-4.